# 壹電視新聞台
壹新聞（英語：Next TV News，全名「壹電視新聞台」），為壹電視旗下的新聞頻道，於2010年7月30日晚間7點官網試播，同年12月28日在壹網樂平台開播，並於2011年7月20日取得電視廣播節目衛星執照。目前能收看到此頻道的平台有中華電信MOD506頻道、台灣有線電視系統49頻道，同時也提供iOS及Android系統壹電視新聞台APP兩版本直播。

## 沿革
- 2010年7月30日晚間七點：壹電視新聞台在官方網站上開始試播，網站瞬間灌爆，但岑永康於《晚間新聞》口誤說成壹電視「正式開播」。首波試播的節目包括《壹早報》、《午間新聞》、《壹夜新聞》、《壹級娛樂》、《娛樂週爆》等。
- 2010年12月28日晚間六點：壹電視新聞台及壹電視綜合台正式開播。（欲收看綜合台，需申請租用網樂通機上盒；新聞台仍可在官網免費收看。）
- 2011年7月20日：國家通訊傳播委員會（NCC）決議通過壹電視新聞台執照申請案。
- 2011年8月22日：壹電視新聞台在中華電信MOD56台先行7天免費試播，8月29日正式開播，MOD用戶可選擇月租新台幣359元家庭豪華套餐或每月新台幣88元單頻訂閱收看。
- 2011年8月27日：壹電視宣布，新聞台定於同月29日於中華電信MOD第56頻道開播；壹電視同時宣布，該日18點整將於新光三越百貨信義新天地A8館前廣場舉辦「晚間新聞直播派對」，由《晚間新聞》雙主播岑永康、李晶玉在戶外主播檯播報新聞，另有歌手陳曉東、楊宗緯、梁文音等人演唱。但2011年8月28日，壹電視官方網站公告，由於南瑪都颱風來襲，取消「晚間新聞直播派對」。
- 2011年10月：壹電視新聞台手機程式（app）1.0版上線。
- 2012年春節過後：壹電視新聞台開始在台灣部分的有線電視系統上架。
- 2012年9月14日：壹電視新聞台手機程式2.0版上線[1]。
- 2013年5月28日：年代集團開始入主壹電視，兩家媒體共用相同新聞帶，結尾「壹電視報導」改為「記者報導」（配合兩台播出）；記者採訪時，也同時拿著年代新聞及壹電視的麥克風[2][3]。
- 2013年6月1日：練台生正式入主。前三立電視新聞部經理朝為，成為新任新聞部總編輯（原總編輯陳裕鑫調任回蘋果日報）。壹電視也調整為「全新聞時段」之新聞頻道。

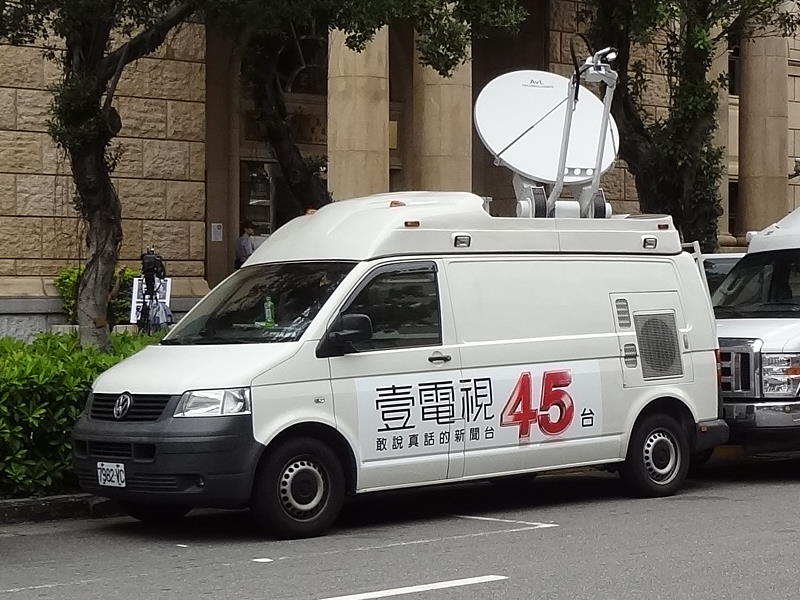
練台生正式入主壹電視以後的壹電視SNG車外觀

- 2013年6月5日：壹電視宣布停止官網的新聞台直播服務，改採片段方式（VOD）呈現新聞內容。
- 2013年6月19日：於每節新聞播畢之片尾，刪除原「紅色蘋果（台標）LOGO」，更換成「壹電視新聞台 NEXTTV」字樣，正式和壹傳媒傳訊播放股份有限公司分家[4]。
- 2013年6月25日，新聞台正式在有線電視第45頻道上頻（凱擘、台灣大寬頻除外），官方宣傳口號定為「壹身是膽，是我（45）就敢」。
- 2013年9月16日：壹電視新聞台將周間06:00-17:45的所有新聞時段（壹早報、午間新聞、整點新聞）皆改為45分播出；周末07:00-20:00的所有新聞時段（壹早報、午間新聞、晚間新聞、整點新聞、娛樂壹級棒、台灣壹百種味道、台客狂饗曲）皆改為45分播出。

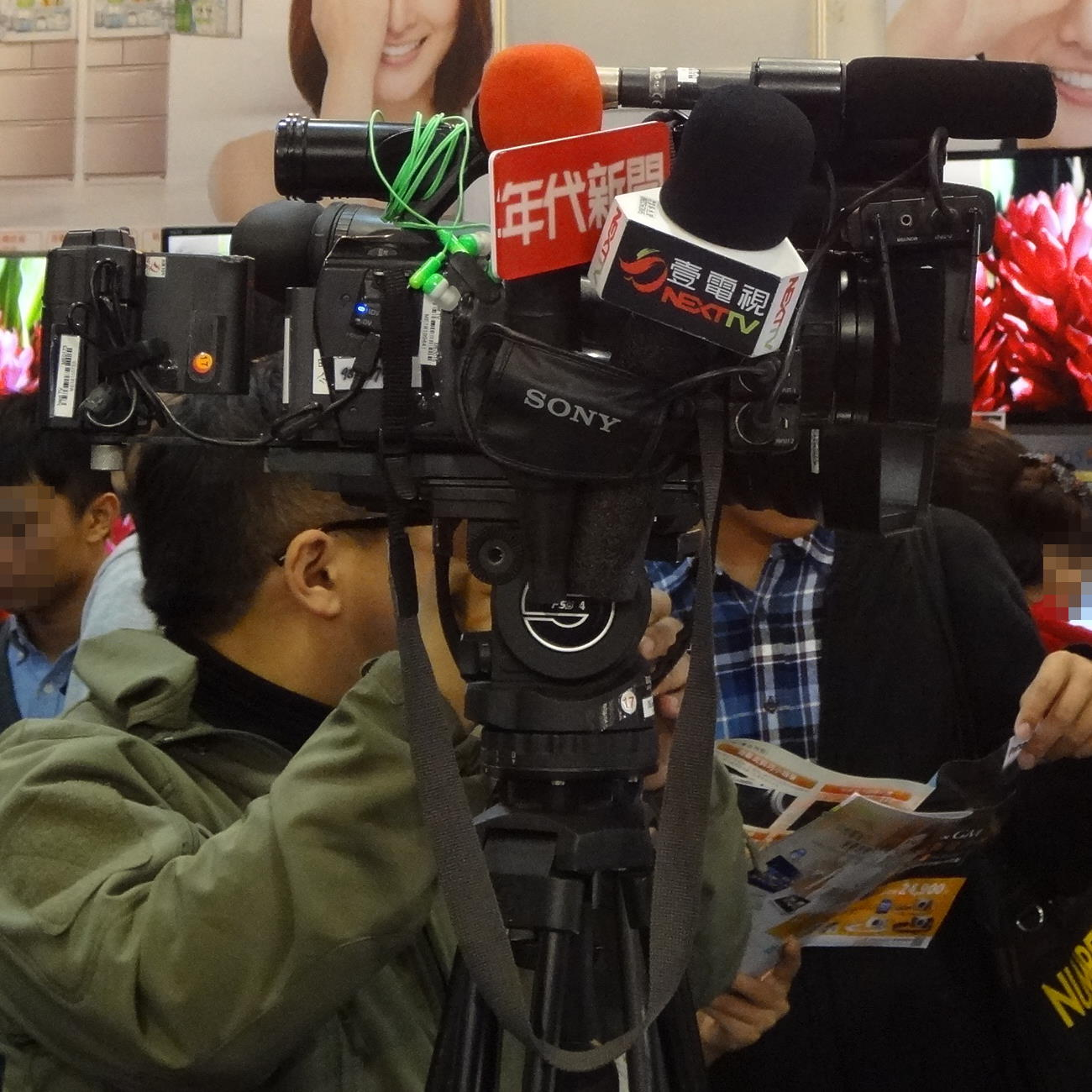
年代新聞與壹電視新聞台共用攝影機

壹電視新聞台變更有線49頻道更新MIC牌標誌

- 2013年11月11日：年代新聞全面改版，將攝影棚搬至壹電視總部，全面更換片頭動畫，也與壹電視新聞台共用攝影棚、Key景，鏡面改用壹電視新聞台鏡面之修改版本，並採用HD高畫質製作。
- 2013年11月20日：新任董事長練台生承諾6大事項：須將員工補實、新聞編採獨立、新聞倫理委員會獨立運作、涉己事務規範、頻道代理權、頻道區隔。並宣布壹電視將打造整合網路、電視、平板的數位匯流平台，以即時新聞為主；年代新聞台則以深入探討新聞議題為主。
  - 員工補實：壹電視現有86名編採人員，由於先前股權讓渡未定，導致員工招聘不易而委由年代代聘30名新員工，未來將全數納編至壹電視新聞部，往後也會再補聘45名至壹電視各單位。
  - 編採獨立及頻道區隔：未來年代與壹電視新聞頻道編採將各自獨立，壹電視將本於報導新聞事實精神，由記者獨立查證並設有專職編審。年代則以節目形式包裝新聞，除了重大議題是現場直播，其他錄影播出也將有編採人員盡力維持新聞節目品質。
- 2014年1月1日：新聞台定頻有線電視第49頻道，並進行節目時段改版。
- 2014年1月3日：壹電視新聞台將周間06:00-17:00的所有新聞時段（壹早報、午間新聞、整點新聞）皆改回整點播出，1100、1700整點新聞長度仍維持45分鐘；周末07:00-20:00的所有新聞時段（壹早報、午間新聞、晚間新聞、整點新聞、娛樂壹級棒、台灣壹百種味道、台客狂饗曲）皆改回整點播出。
- 2014年1月25日：壹電視新聞台將壹傳媒時期的麥克風（黑色底紅色蘋果LOGO），逐次更換成白色壹新聞之麥克風牌。
- 2014年1月28日：壹電視總經理陳守國說明未來頻道方向，「未來壹電視新聞台會以年輕族群為收視目標」。並說明平日晚間增加國際新聞、假日製播塊狀紀錄片。另外，針對壹電視人力較為精簡問題，則會先由年代的記者協助，未來會更注重訓練雙邊記者的採訪能力。
- 2014年2月25日：壹電視新聞台之台標更改為「壹新聞 NEXT TV」。（不過至今在部分PROMO、廣告、或是主播播報方面，仍然會稱「壹電視新聞台」）
- 2014年5月1日：壹電視新聞台更新各節新聞開場動畫，《午間新聞》與《晚間新聞》分別改名《壹電視午間新聞》與《壹電視晚間新聞》，《整點新聞》改為《壹電視整點新聞》。
- 2015年1月1日：壹新聞正式在新永安、大揚有線電視上架，定頻於98頻道。
- 2015年4月1日：壹電視新聞台於中嘉集團BBTV機上盒數位電視，上架HD高畫質版本；6月後，第四台訊號陸續升級成HD高畫質播出。
- 2016年7月30日：壹電視正式推出地方新聞節目《台中壹新聞》，於每晚8:00至10:00，於大台中五個地方頻道進行現場直播。
- 2016年10月10日：前三立電視新聞部總編輯陳雅琳，擔任新任新聞部總編輯，余朝為則正式升任新聞部總監。
- 2016年11月7日：壹電視新聞台《新聞夜PRO》、《壹夜新聞》、《2400整點新聞》的新聞棚停用，與《晚間新聞》時使用的主棚共用。
- 2017年1月1日：壹電視新聞台每週一至週日所有新聞片尾後與其他新聞台相同以時間計時後進入下一節新聞。
- 2017年11月1日：中華電信MOD進行所有頻道的頻位調整，壹新聞被重新定頻在506台。（5字頭為新聞區塊頻道）
- 2020年11月30日：壹新聞在世新、國聲有線電視上架，定頻於91頻道。
- 2021年5月3日：壹電視總編輯陳雅琳跳槽華視新聞資訊台擔任台長。[5]
- 2021年6月7日：一名48歲劉姓男工程攝影師倒臥在廁所內身亡，經PCR檢測後呈陽性，確診嚴重特殊傳染性肺炎。9日台北市政府前往壹電視大樓進行快篩，包含主播及年代導播在內共有10名人員呈現快篩陽性。[6][7][8][9]
- 2022年7月9日：總經理陳守國因屆齡退休轉聘任為顧問，由余朝為正式升任總經理。[10]

## 紀錄
- 2010年7月30日：本台開播，李晶玉、岑永康跳槽到本台，成為壹電視新聞台當家主播。
- 2010年8月3日晚間11點16分：到台南市製作〈壹驚喜〉專題的壹電視女記者呂明芬成為台灣高鐵第一億人次乘客。[11]
- 2012年7月1日：當家主播李晶玉因懷有第三胎，從2012年7月起暫時離開主播臺，在家裡待產。2012年12月31日產下第三胎，並於2013年6月24日的《晚間新聞》回到主播臺。[12]
- 2013年5月30日：當家主播岑永康宣布正式離職。
- 2013年8月1日：主播蔡沁瑜因懷有第三胎，從2013年8月起暫時離開主播臺，在家裡待產。2013年10月產下第三胎，並於2013年12月13日的《壹早報》開始正式回到主播臺。[13]
- 2014年6月1日：主播王又冉因懷孕，從2014年6月起暫時離開主播臺，在家裡待產。2014年6月14日產下第一胎，並於2014年9月1日回到主播臺。
- 2015年2月5日：主播蕭彤雯日前再婚並懷有第二胎，從2015年2月5日起暫時離開主播臺，在醫院待產。2015年6月18日順利剖腹產下第二胎。2016年4月底宣布正式離職。
- 2015年3月2日：主播鍾佩玲因裝上牙齒矯正器，從2015年3月2日起暫時離開主播臺，但期間曾擔任《壹WALKER》的主持人。2017年2月6日正式回到主播檯。
- 2015年3月9日：主播葉映彤因去美國留學，留停半年，從2015年3月9日起暫時離開主播臺，2016年3月5日回到主播臺。
- 2015年4月24日：主播王又冉因請育嬰假半年，從2015年4月24日起暫時離開主播臺。2016年2月29日宣布正式離職。
- 2016年7月31日，當家主播李晶玉與夫婿彭文正離開壹電視新聞台。
- 2016年9月19日：陳雅琳跳槽到本台，這也是繼主播李晶玉、岑永康之後，第三位壹電視新聞台當家主播。
- 2016年11月1日：主播王欣怡因懷孕，2016年11月1日起暫時離開主播臺並請假在家待產，於2017年2月6日正式回歸主播臺。
- 2019年5月14日：主播徐韻翔因懷孕，2019年5月14日起暫時離開主播臺並請假在家待產，於2019年8月10日正式回歸主播臺。
- 2019年12月27日：主播陳姿利因懷第二胎，2019年12月27日起暫時離開主播臺並請假在家待產，於2020年11月23日正式回歸主播臺。
- 2020年11月19日：主播許耀云因懷孕待產，從2020年11月19日起暫別主播臺，於2021年3月8日正式回歸主播臺。
- 2021年6月5日：主播李美萱離職。
- 2021年7月26日：主播虞承璇轉任同集團年代新聞台每週一到週五中午12點《年代午報》主播。
- 2024年3月26日：主播徐韻翔因懷第二胎，2024年3月26日起暫時離開主播臺並請假在家待產，於2024年7月15日正式回歸主播臺。
- 2024年6月30日：主播陳韋君因懷孕待產，從2024年6月30日起暫時離開主播臺並請假在家待產。
- 2025年3月17日：主播沈泳吟因懷孕待產，從2025年3月17日起暫時離開主播臺並請假在家待產。

### 節目變遷
- 2010年8月16日：加開財經新聞節目《壹線財經》。
- 2010年12月2日：加開14:00、15:00、16:00、17:00、以及20:00的《整點新聞》時段。
- 2010年12月9日：加開09:00、10:00、以及11:00的《整點新聞》時段。
- 2010年12月18日：加開週末《壹夜新聞》。
- 2010年12月25日：加開週末《壹早報》。
- 2012年2月20日：《午間新聞》及《晚間新聞》同步改版，蕭彤雯擔任《午間新聞》主播，李晶玉擔任《晚間新聞》主播。
- 2012年4月30日：每週一至週五21:00-22:00播出岑永康主持的《永康頭殼秀》，原節目《就是要問》停播；每週一至週五22:00-23:00播出的《壹線財經》因應壹財經停播，同步改版為《十來運轉 財經夜線》。
- 2013年5月10日：每週一至週五21:00-22:00播出岑永康主持的《大刑動》，原節目《永康頭殼秀》停播；岑永康與蕭彤雯輪流擔任《午間新聞》與《晚間新聞》主播。
- 2013年5月23日：每週一至週五22:00-23:00播出《壹夜新聞》，原節目《十來運轉 財經夜線》停播，原主持人邱沁宜改任新聞播報。
- 2013年5月27日：每週一至週五21:00-22:00播出王又冉主持的《驚喜愛鬥KU》及《台客狂饗曲》，原節目《大刑動》停播。
- 2013年6月1日：為配合新東家「全時段新聞」的走向，每週一至週日21:00-22:00改播《2100整點新聞》，原節目《驚喜愛鬥KU》、《台客狂饗曲》停播。
- 2013年6月24日：加開一節0600的整點新聞時段，並在6:00提前開棚。
- 2013年6月25日：每週一至週日21:00-22:00播出李晶玉主持的《影響力100》，原節目《2100整點新聞》停播。
- 2013年6月29日：每週六、日10:00-11:00播出《台灣壹百種味道》及《台客狂饗曲》、17:30-18:00播出王又冉的《1+1不等於2》，原節目《台語第壹鮮》停播；14:00-15:00播出《台客狂饗曲》及《台灣壹百種味道》，原節目《整點新聞》停播。
- 2013年7月27日：每週六、日17:00-18:00播出簡至豪的《娛樂壹級棒》，原節目《台語第壹鮮》、《1+1不等於2》停播。
- 2013年8月4日：每週六、日14:00-15:00播出簡至豪的《娛樂壹級棒》，原節目《台灣壹百種味道》、《台客狂饗曲》停播。
- 2013年8月13日：每週一至週日21:00-22:00播出邱沁宜的《透視CEO》（兩集），原節目《影響力100》停播。
- 2013年9月16日：每週一至週五14:00-15:00、16:00-17:00、17:00-17:45播出《整點新聞》，原節目《國際下午茶》、《生活酷壹點》、《台語新聞》停播。
- 2013年9月25日：每週一至週五20:00-21:00播出李晶玉的《影響力100》、每週六及週日播出《台客狂饗曲》及《台灣壹百種味道》，原節目《透視CEO》停播。
- 2014年1月1日：新聞台節目進行大幅改版，時段如下：
  - 每週一至五21:00-23:00播出邱沁宜主持的《繞著地球跑》。
  - 每週六16:00-17:00播出陳柏運主持的《大刑動》、17:00-18:00播出《整點新聞》、21:00-22:00播出張婯嬅主持的《看見心台灣》。
  - 每週日21:00-22:00播出陳柏運主持的《大刑動》。
- 2014年2月2日：每週六21:00-22:00播出陳柏運的《大刑動》，原節目《看見心台灣》時段更改為每週日14:00-15:00；每週日16:00-17:00播出簡至豪的《娛樂壹級棒》，原節目《看見心台灣》重播時段停播；每週六至日09:00-10:00播出《整點新聞》，原節目《台客狂饗曲》及《台灣壹百種味道》停播。
- 2014年2月8日：每週六、日09:00-10:00、22:00-23:00播出邱沁宜的《探索異世界》，原節目《整點新聞》及《壹夜新聞》停播。
- 2014年4月12日：每週一至日21:00-23:00播出王欣怡的《人民作主誰敢不服》，原節目《繞著地球跑》、《大刑動》、《探索異世界》停播；每週六至日20:00-21:00播出蕭子新的《無碼的世界》及陳柏運的《大刑動》，原節目《壹電視記者會》停播。
- 2014年8月4日：每週一至五21:00-23:00播出彭文正和李晶玉的《正晶限時批》，原節目《人民作主誰敢不服》停播；8月11日，《正晶限時批》時段異動為20:00-22:00，原節目《壹電視記者會》停播、增開2200《壹夜新聞》。
- 2015年1月19日：每週一至五11:00-11:45播出《整點新聞》，更名為《壹手報》，每週一至五11:45-14:00的《壹電視午間新聞》時間縮至11:45-13:00，而13:00-15:00播出汪潔民的《壹起來翻轉》。
- 2015年2月11日：因發生2015年高雄監獄挾持事件，每週一至五20:00-22:00原彭文正和李晶玉的《正晶限時批》停播一次，改播蕭子新的《2000整點新聞》與《2100整點新聞》，並宣布隔天凌晨壹電視新聞台將不收棚，全時段直播現場狀況。
- 2015年9月8日：壹電視因系統設備故障，將《正晶限時批》延後一小時播出。原播出的晚間八點至九點時段改由蕭子新播出《整點新聞》。[14]
- 2016年3月21日：每週一至五22:00-23:00播出李美萱的《PM10點靈》，原節目2200《壹夜新聞》停播。
- 2016年4月25日：每週一至五23:00-01:00播出葉映彤的《新聞夜PRO》，原節目《壹夜新聞》停播。
- 2016年8月1日：每週一至五20:00-22:00播出蕭子新和王欣怡的《新聞八九點 欣新說新聞》，原節目《正晶限時批》停播，也是新聞台再度出現雙主播的節目。
- 2016年8月6日：週末加開多節整點新聞，包括上午0600、晚間2000、2100以及夜間2400整點新聞時段。
- 2016年10月3日：每週一至五13:00-15:00播出《整點新聞》，原節目《壹起來翻轉》停播。新聞台是繼TVBS新聞台後第二家「全時段新聞」的純新聞專業頻道。
- 2016年10月17日：每週一至五18:00-20:00《晚間新聞》，主播為壹電視新聞部總編輯陳雅琳；22:00-23:00播出陳雅琳的《10點上新聞》，原節目《PM10點靈》停播。
- 2016年12月5日: 每週一至週五17:00-18:00播出蔡沁瑜的《壹電視台語新聞》，原節目《整點新聞》停播，12月8日調整為14:00-15:00播出。
- 2016年12月24日：每週六20:00-21:00及每週日13:00-14:00，播出陳雅琳的《新聞深呼吸》，原節目《整點新聞》及《午間新聞》停播。
- 2017年7月2日：每週日20:00-21:00及每週六13:00-14:00，播出陳雅琳的《我是救星》，原節目《整點新聞》及《午間新聞》停播。
- 2017年7月31日：每週一至五14:00-15:00播出《整點新聞》，原節目《壹電視台語新聞》停播。
- 2017年7月31日：每週一至五23:00-01:00播出的《新聞夜PRO》，改由主播虞承璇播報。
- 2018年8月26日：每週日20:00-21:00及每週六13:00-14:00，播出陳雅琳的《2018誰來當家》，原節目《我是救星》暫時停播。
- 2019年1月7日：每週一至五18:00-20:00的晚間新聞，即日起改由主播王欣怡播報。
- 2019年1月7日：每週一至五20:00-22:00播出陳凝觀的《年代向錢看》，原節目《新聞八九點 欣新說新聞》停播。
- 2019年11月3日：每週日20:00-21:00及每週六13:00-14:00，正式恢復播出陳雅琳的《我是救星》節目。
- 2020年2月8日：因應COVID-19疫情，每週六16:00-17:00播出沈泳吟的《全球危機總動員》，22:00-23:00播出陳雅琳的《終疾戰疫 武漢肺炎特別報導》特別節目，原時段《娛樂壹級棒》、《新聞深呼吸》及《我是救星》暫停播出。
- 2020年5月23日：本土疫情暫吿一段落，陳雅琳的《新聞深呼吸》及《我是救星》正式恢復播出。
- 2020年7月18日：每週六22:00-23:00播出沈泳吟的《全球順時鐘》，且於每週日01:00及16:00重播。原節目張婯嬅所主持的《壹WALKER》（重播）改為每週六16:00-17:00播出。原時段《全球危機總動員》停播。每週末《新聞深呼吸》及《我是救星》重播時段由原13:00調整為14:00播出，13:00-14:00則繼續播出《午間新聞》。
- 2020年7月20日：午間時段改版，原《午間新聞》時段拉長為四小時，並分為11:00-13:00播出主播許耀云的《超前午報》，13:00-15:00則播出主播虞承璇的《壹午報》。
- 2020年7月20日：每週一至五23:00-01:00播出的《新聞夜PRO》，即日起改由主播沈泳吟播報。
- 2020年7月29日：晨間時段改版，原《壹早報》改版為的《透早新聞》，並由主播叢慧芸播報，並新增全新單元叢雲端☁️看世界，解析國際新聞大事。
- 2020年11月19日：主播許耀云因懷孕請假待產，從即日起，《超前午報》11:00-13:00播出時段，由主播叢慧芸播報。原《透早新聞》07:00-09:00播出時段，由主播陳姿利及徐韻翔播報。
- 2020年12月26日：每週六22:00-23:00播出沈泳吟的《全球順時鐘》播出第24集完結，從2021年1月2日起原時段調整為22:00-23:00播出《整點新聞》。原《全球順時鐘》重播時段亦調整為播出《整點新聞》。
- 2021年3月15日：每週一至週五22:00-23:00播出的《10點上新聞》，原為陳雅琳所主持，因調整故即日起改由主播李美萱播報。
- 2021年3月17日：每週一至週五23:00-01:00所播出主播沈泳吟的《新聞夜PRO》節目新增全新單元明星參壹角，明星藝人的一日主播職人體驗，讓觀眾都能夠一窺明星斜槓人生，節目不時都將邀請不一樣的大咖明星來作客。挖掘隱藏美食的單元PRO夜食堂正式恢復播出。
- 2021年5月2日：由於總編輯陳雅琳轉戰華視新聞資訊台，每週日20:00-21:00的我是救星為最後一集播出。
- 2021年5月8日：由於總編輯陳雅琳轉戰華視新聞資訊台，每週六20:00-21:00的新聞深呼吸為最後一集播出。
- 2021年5月15日：每週六20:00-21:00，全新新聞類節目新聞思想啟正式登場，由主播王欣怡主持，重播時段為每週日凌晨02:00-03:00、06:00-07:00、早上10:00-11:00。
- 2021年5月23日：因應COVID-19疫情調為三級警戒，故每週日22:00-23:00的壹WALKER暫停播出，改播整點新聞。
- 2021年5月24日：午間時段再次改版，原《午間新聞》於每週一至週五11:45-14:00正式恢復播出，原本11:00-13:00《超前午報》和13:00-15:00《壹午報》取消。
- 2021年5月24日：每週一至週日11:00-11:45播出《壹手報》。
- 2021年5月29日：因應COVID-19疫情調為三級警戒，故每週六20:00-21:00的新聞思想啟暫停播出，改播整點新聞。
- 2021年6月7日：每週一至週五22:00-23:00播出的《10點上新聞》，即日起改由主播王欣怡、張婯嬅、沈泳吟、蔡婷育、徐韻翔輪流播報。
- 2021年8月21日：本土疫情逐漸趨緩，每週六20:00-21:00的新聞思想啟正式恢復播出。
- 2021年8月28日：壹WALKER重播時段調整為每週六09:00-10:00播出，每週六16:00-17:00則繼續播出《整點新聞》。
- 2021年8月29日：本土疫情逐漸趨緩，每週日22:00-23:00的壹WALKER正式恢復播出。
- 2022年6月1日：每週一至五23:00-01:00播出的《新聞夜PRO》，即日起改由主播廖士翔播報。
- 2022年8月20日：娛樂壹級棒正式恢復播出，首播時段改為每週六晚上22:00-23:00，重播時段為每週日凌晨01:00-02:00、下午16:00-17:00。
- 2022年10月1日：每週六下午16:00-17:00，全新節目主播凹鬥中正式登場，由主播叢慧芸主持，重播時段為每週日晚上20:00-21:00、每週一凌晨02:00-03:00。
- 2022年11月7日：《壹手報》播出時間調整為每週一至週日上午11:00-12:00，《午間新聞》播出時間則調整為每週一至週日12:00-14:00。
- 2023年5月8日：晚間時段改版，原《晚間新聞》時段拉長為三小時，每天下午17:00-18:30播出《前進壹晚報》，由主播叢慧芸播報，主播王欣怡的《壹電視晚間新聞》改至晚上18:30-20:00播出。
- 2023年5月8日：早上07:00-09:00的《透早新聞》，即日起改由主播陳姿利播報。
- 2023年6月11日：每週日晚上20:00-21:00，全新專題報導節目科技島的奇蹟正式登場，由主播廖士翔主持，重播時段為每週一凌晨02:00-03:00、每週六下午16:00-17:00。
- 2023年6月17日：由主播叢慧芸所主持的主播凹鬥中，播出時間調整為30分鐘，而首播時段調整為每週日下午14:30-15:00，重播時段調整為每週六下午14:30-15:00。
- 2023年6月17日：每週六、日下午14:00-15:00播出的《整點新聞》，時間調整為下午14:00-14:30。
- 2023年9月4日：每週一至週五下午14:00-16:00，全新政論節目狠狠抖內幕正式登場，由主播王乃伃主持。
- 2024年3月9日：由主播沈泳吟所主持的娛樂壹級棒，播出時間調整為30分鐘，而首播時段調整為每週六晚上22:00-22:30，重播時段調整為每週日凌晨01:00-01:30、下午16:30-17:00。
- 2024年3月9日：由主播叢慧芸所主持的主播凹鬥中，首播時段調整為每週六晚上22:30-23:00，重播時段調整為每週日凌晨01:30-02:00、下午16:00-16:30。
- 2025年6月14日：壹WALKER重播時段調整為每週六10:00-11:00播出，每週六09:00-10:00則繼續播出《整點新聞》。
- 2025年7月12日：週末晚間節目時間異動，週六晚間20:00播出主播廖士翔主持的《全球情報站》、22:00持續播出主播許耀云主持的《娛樂壹級棒》、22:30持續播出主播叢慧芸所主持《主播凹鬥中》、23:00播出主播王欣怡主持的《新聞思想啟》。每週日晚間20:00播出主播洪培翔主持的《真相對話錄》、22:00持續播出主播張婯嬅主持的《壹WALKER》。

## 現任 壹電視新聞台新聞部人員

### 管理層
| 練台生         | 壹電視、年代電視董事長   |
| 余朝為         | 總經理                   |
| 李惠真、林睿康 | 壹電視新聞台編審         |
| 蔡又晴         | 壹電視新聞台經理         |
| 陳柏運         | 壹電視新聞台副理         |
| 林建宇         | 壹電視新聞台編輯中心主任 |

## 主播群

### 專職主播
| 王欣怡（主播組組長） | 叢慧芸（主播組副組長） |        | 廖士翔 |
| 張婯嬅               | 徐韻翔                 | 張心宇 | 沈泳吟 |
| 宋喬伊               | 何織羽                 | 陳韋君 | 王乃伃 |
| 李家妤               | 趙惠雯                 |        |        |

### 兼任主播
| 林姍亭（採訪中心副主任） | 張辰嬿 | 林佑之 | 李雯珂 |
| 方楓嵐                   | 林語菈 | 吳雅婷 | 陳品榛 |

### 氣象主播
| 沈泳吟 | 徐韻翔 | 張心宇 | 宋喬伊 |
| 廖士翔 | 李家妤 | 趙惠雯 | 張辰嬿 |
| 林佑之 | 方楓嵐 | 李雯珂 | 林語菈 |
| 吳雅婷 | 陳品榛 |        |        |

### 體育主播
| 張心宇 | 羅湘 |  |  |

## 主持人
| 主持人 | 節目名稱       |
| ------ | -------------- |
| 張婯嬅 | 《壹WALKER》   |
| 陳凝觀 | 《年代向錢看》 |
| 王欣怡 | 《新聞思想啟》 |
|        | 《娛樂壹級棒》 |
| 叢慧芸 | 《主播凹鬥中》 |
| 廖士翔 | 《全球情報站》 |
| 王乃伃 | 《狠狠抖內幕》 |
| 洪培翔 | 《真相對話錄》 |

## 前主播、主持人
| 前主播、主持人 | 前主播、主持人                                                                         |
| -------------- | -------------------------------------------------------------------------------------- |
| 李富城         |                                                                                        |
| 陳亞理         | 體育主播，現任美國職棒看華視主播                                                       |
| 林瑋婕         | 現任復星國際復星旅文企業傳播暨營銷執行總經理兼新媒體主播                               |
| 蔡韋葶         |                                                                                        |
| 李昕芸         | 現任三立iNEWS主播                                                                      |
| 劉姿麟         | 現任華視新聞資訊台《國際線，出發！》主持人                                             |
| 夏嘉璐         | 現任TVBS新聞台《晚間67點新聞》當家主播、好消息衛星電視台《真情部落格》主持人           |
| 岑永康         |                                                                                        |
| 黃怡文         |                                                                                        |
| 林莉婷         | 現任公視新聞《公視英語新聞》主播                                                       |
| 張若妤         | 現任中天新聞台主播                                                                     |
| 蔡逸帆         | 現任舞蹈教室負責人、原住民族電視台《LIMA幫幫忙-哈．Law 有事嗎》主持人                  |
| 劉傑中         | 現任公視新聞《公視英語新聞》主播、Taiwan Plus英語主播                                  |
| 簡至豪         | 現任中天新聞台主播                                                                     |
| 彭文正         | 現任政經傳媒《政經關不了》主持人                                                       |
| 王又冉         |                                                                                        |
| 蕭彤雯         | 現任飛碟聯播網《生活同樂會》主持人                                                     |
| 李晶玉         | 現任政經傳媒《政經關不了》主持人                                                       |
| 黃順陽         |                                                                                        |
| 蕭子新         | 現任MOMO綜合台《今天大小事》主持人                                                     |
| 葉映彤         | 現任華視新聞資訊台主播、《Top People封面人物》主持人                                   |
| 張硯卿         | 現任高雄市政府行政暨國際處處長                                                         |
| 蔡沁瑜         |                                                                                        |
| 鍾佩玲         | 現任民主進步黨台北市士林北投區議員                                                     |
| 邱沁宜         | 現任東風衛視《單身行不行》主持人、民視新聞台《財經週末趴》、《財經週日趴》主持人       |
| 楊琇晶         |                                                                                        |
| 周靖瑜         | 現任公視台語台《台灣記事簿》主持人、記者                                               |
| 吳怡萱         | 現任台灣民眾黨新聞部主任                                                               |
| 韋家齊         | 現任TVBS新聞台主播                                                                     |
| 朱啟瑜         | 現任NOWnews今日新聞政治中心主任                                                        |
| 陳乃瑜         | 現任民主進步黨新北市議員                                                               |
| 戴湘儀         | 現任中國國民黨新北市議員                                                               |
| 李曉菁         | Youtuber                                                                               |
| 蔡又晴         | 轉任壹電視新聞台經理                                                                   |
| 陳雅琳         | 現任華視新聞資訊台《新聞高峰會》、《踏出地平線》、《World News 9陳雅琳世界晚報》主持人 |
| 劉宸希         | 現任三立新聞台主播、《國際辯論社》主持人                                               |
| 李美萱         | 移民美國、Youtuber                                                                     |
| 吳衣璇         | 現任寰宇新聞台主播                                                                     |
| 虞承璇         | 現任華視新聞資訊台《華視新聞晚報》當家主播                                             |
| 大道奈緒       | 現任年代集團總經理特助                                                                 |
| 曹維升         | 現任華視新聞資訊台記者兼任主播、氣象主播                                               |
| 謝安安         | 現任華視新聞資訊台資深記者兼任主播、製作人                                             |
| 王孟琦         | 現任三立新聞台國際中心記者兼任主播                                                     |
| 汪名孍         |                                                                                        |
| 葉向媛         | 現任臺北市政府副發言人                                                                 |
| 陳欣怡         | 現任華視新聞資訊台記者                                                                 |
| 陳姿利         | 現任三立iNEWS主播、氣象主播、《智富食代》主持人、三立新聞台主播                        |
| 蘇芷婕         | 現任東森新聞台記者兼任主播、《銅板美食吃透透》主持人                                   |
| 蔡婷育         | 現任同集團年代新聞台《1900年代晚報》主播                                               |
| 盧怡靜         | 現任華視新聞資訊台記者兼任主播                                                         |
|                | 現任中天新聞台主播                                                                     |
|                |                                                                                        |
|                | 現任寰宇新聞台推播主播、記者兼任主播                                                   |
| 賴思豪         | 現任華視新聞資訊台生活組召集人                                                         |

## 已經停播節目

### 財經節目
| 節目名稱          | 主持人 | 首播日期 | 首播時間 | 備註                           |
| ----------------- | ------ | -------- | -------- | ------------------------------ |
| 0800第壹手財經    |        |          |          |                                |
| 壹線財經          |        |          |          | 節目名稱更新為壹線財經-透視CEO |
| 十來運轉 財經夜線 |        |          |          |                                |

### 娛樂節目
| 節目名稱     | 主持人                               | 首播日期 | 首播時間 | 備註                             |
| ------------ | ------------------------------------ | -------- | -------- | -------------------------------- |
| 壹級娛樂     | 李明依、黃子佼、張宇、邰智源、朱芯儀 |          |          | 於綜合台播出，後改播蘋果娛樂新聞 |
| 娛樂週爆     | 李明依、黃子佼、張宇、邰智源、朱芯儀 |          |          | 於綜合台播出，後改播蘋果娛樂一週 |
| 決勝股戰場   | 邱沁宜、唐從聖                       |          |          | 因壹財經停播，此節目跟著停播     |
| 驚喜愛鬥KU   | 王又冉                               |          |          | 改播出1加1不等於2                |
| 1加1不等於2  | 王又冉                               |          |          | 僅製播13集                       |
| 一天壹蘋果   | 岑永康、于美人                       |          |          | 已移到綜合台播出                 |
| 文茜的虛擬秀 | 陳文茜                               |          |          | 改播出文茜大講堂                 |
| 文茜大講堂   | 陳文茜                               |          |          |                                  |
| 房市行不行   | 劉姿麟                               |          |          |                                  |
| 猜對字了沒   | 王仁甫、米可白                       |          |          | 已移到壹綜合播出                 |

### 新聞專題節目
| 節目名稱     | 主持人 | 首播日期       | 首播時間       | 備註 |
| ------------ | ------ | -------------- | -------------- | ---- |
| 新聞深呼吸   | 陳雅琳 | 2016年12月24日 | 2021年5月8日   |      |
| 我是救星     | 陳雅琳 | 2017年7月2日   | 2021年5月2日   |      |
| 影響力100    | 李晶玉 |                |                |      |
| 健康駭客     | 賴思豪 |                |                |      |
| 無碼的世界   | 蕭子新 | 2014年4月26日  | 2014年10月11日 |      |
| 全球順時鐘   | 沈泳吟 | 2020年7月18日  | 2020年12月26日 |      |
| 科技島的奇蹟 | 廖士翔 | 2023年6月11日  | 2025年7月5日   |      |

### 政論節目
| 節目名稱         | 主持人         | 首播日期      | 首播時間      | 備註 |
| ---------------- | -------------- | ------------- | ------------- | ---- |
| 人民作主誰敢不服 | 王欣怡、張心宇 | 2014年3月19日 | 2014年8月1日  |      |
| 正晶限時批       | 彭文正、李晶玉 | 2014年8月4日  | 2016年7月31日 |      |
| 壹起來翻轉       | 汪潔民         | 2015年1月19日 | 2016年9月30日 |      |

## 歷年LOGO
壹電視新聞台的LOGO值得一提：

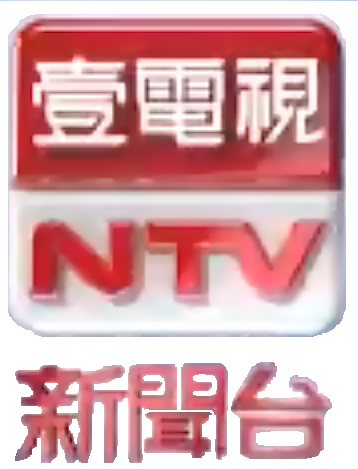
壹電視新聞臺臺標

- 台標、網站LOGO及部分動畫、開場動畫三者標誌曾經皆不相同。目前台標、網站及部分動畫是壹電視 NEXTTV圖樣，開場動畫則類似魔術方塊形狀。
- 在年代集團收購壹新聞後，全面移除壹傳媒時期所留下的蘋果圖樣LOGO。
- 壹電視新聞台在短短開台三年以來，更改了六次頻道台標。

### 歷年台標及頻道名稱
- 第一代（壹電視）：由紅底黑蘋果，下面寫上壹電視三個白字。
- 第二代（壹新聞）：由圖案透明白底加上紅色蘋果，文字底紅色配上白色壹新聞三個字。
- 第三代（NTV1）：由不透明白底加上紅色蘋果，文字底紅色配上白色NTV1。
- 第四代（NTV新聞台）：配合壹電視財經台開播全面翻新白標。
- 第五代（壹電視新聞台）：由RGB三原色配上白長方形，上面寫著壹電視，旁邊加上新聞兩字。
- 第六代（壹新聞）：白底配上「壹新聞 NEXTTV」字樣。（但在部分PROMO、廣告、或是主播播報方面，仍然會稱「壹電視新聞台」）
- 第七代（壹新聞HD）：白底配上「壹新聞 NEXTTV」字樣，下方再加上白底黑字HD標示（後改為右方白底黑字HD標示），僅高畫質數位訊號會顯示HD，類比訊號、和SD畫質不會顯示HD。

## 評價
- 公民參與媒體改造聯盟在2013年4月1日召開記者會，宣布設置新聞倫理委員會網站的十一家電視台評比結果，壹電視是評比最高，也是唯一及格的。在「新聞倫理委員會組成方式、資訊清楚告知、審查品質及申訴與更正處理情形」四指標，都表現最優。[15]
- 壹電視轉手由年代集團經營後，網友抗議品質大幅度沉淪，甚至還投書到了《壹電視倫理委員會》。
- 在太陽花學運期間，因同情學運之立場及直播立法院現場之占領實況，造成壹電視的收視率上飆，從原本的0.04上升為0.33[16]。然而，在2014年4月6日，網友在PTT爆料，壹電視等媒體企圖操弄郭台銘來立法院的假消息[17]，引起爭議和網友熱議、討論。

## 爭議與事件

### 與年代新聞共享資源
2013年5月28日至今壹電視與年代新聞共用新聞播出帶，配的新聞稿也相同，新聞帶結尾「壹電視ｘｘｘ(記者姓名)報導」改為「記者ｘｘｘ報導」(年代新聞也如此)，記者訪問當事人時也都同時拿著年代新聞及壹電視的麥克風，加上世足轉播爭議中壹電視以不當角度評論，引發「編輯台是否為獨立運作」的爭議。

### 記者疑似設局
鴻海董事長郭台銘於太陽花學運4月5日有意前往立法院和學生對談，但因林飛帆表示沒有安排而作罷。過程中被現場民眾錄影壹電視記者與其他媒體記者疑似設局，要給學生顏色難看。壹電視對此表示「關於318學運報導，本台新聞處理均經嚴格的編審把關， 不因記者個人私下之言詞表現，影響本台客觀內容呈現。 捍衛第四權角色，壹電視始終站在人民立場發聲。」並且對該記者申誡處份。

### 斗笠事件
2014年4月22日，壹電視記者張若妤在採訪前民進黨主席林義雄時，疑似因為跟在旁的群眾發生推擠，突然大聲說：「你斗笠可以拿下來一下嗎？」因而導致林義雄的發言中斷。接著張若妤又說「請把斗笠帶頭上就好」，林義雄則對張若妤說：「我們不需要你指導。」這些情況被在外圍的媒體全程錄下，並po上YouTube。《蘋果日報》轉貼了該影片進行報導，而在批踢踢討論區也開始討論這起事件，並發動人肉搜索，確定張若妤是壹電視記者（採訪時手上拿的是壹電視的麥克風，而非年代的）。
接著，有一位其他台記者在該影片下方回應區替張若妤辯護，指出當時有一位阿婆站在林義雄身旁，拿著斗笠不斷地推張若妤的腰，並說：「記者走開，記者走開，不要在這裡。」張若妤回應：「你不要一直推我們，我們要採訪。」阿婆仍然不理睬，迫使張若妤拉高音量，而導致了這起誤會。
4月24日，壹電視粉絲團PO出了一篇〈壹電視記者張若妤的公開信〉，信中提到：「當日失當之舉，並非針對林義雄先生，也絕無對林義雄先生不敬之意。」「各界所批評不禮貌之行為，本人已深切檢討，爾後必謹言慎行不再犯。」同日，壹電視倫理委員會做出結論，不對張若妤做任何懲處；但建議壹電視應該要對記者加強心理調適的輔導，和工作安排、休息等考量。

### 阻斷Call in民眾電話
2014年6月27日，壹電視新聞台節目《人民作主誰敢不服》討論世足轉播爭議，一名台北王先生call in進去，並指出這場轉播爭議「是年代自己在亂搞」，提到如果年代沒有違法就不會被判敗訴了，還說「誰不知道年代到最後就是要拖到7/14號決賽打完」，卻因此遭到製作單位掛斷電話引發批踢踢實業坊網友批評，故被批踢踢實業坊網友戲稱「壹代新聞台」。

### 壹電視兩台SNG車車窗遭砸
2014年7月1日，壹電視開台已來，首度發生民眾持榔頭攻擊SNG轉播車的事件。壹電視停放在立院外的SNG轉播車，遭歹徒連砸2次SNG車的車窗。

### 記者飆罵家屬
2017年5月18日，林稚惠在採訪高雄苓雅區一起兄殺妹斷頭命案時，疑似因為情緒過度激動，在採訪過程中，對疑似被害人的親友（後證實與死者為房東房客關係）逼問：「要問清楚，不然等一下連線說是兄妹結果是夫妻，那你們是不是要罵記者錯」，對方表明因剛回到現場不清楚後，記者甚至大聲質問：「不知道在哭什麼？」，讓受訪者哭著大罵：「是我們裡面的人，我們不能哭嗎？我不回答不可以嗎？你說那什麼話！」
訪問內容雖未在新聞帶內呈現，但全程都被TVBS的網路直播全程放送，並經過其他媒體報導，網友灌爆壹電視臉書，要求該名記者出面道歉。5月22日，壹電視倫理委員會做出結論，依照情節輕重給予適當懲處，並決定確立獎懲制度。同時決定要申訴直播畫面的TVBS，違反新聞倫理。

### 凱擘移頻事件
2017年12月26日，有線電視系統業者凱擘計畫將練台生所屬的壹電視新聞台、東風衛視等頻道，「發配邊疆」移頻到100台之後（有消息傳言為144頻道），凱擘解釋原因為頻道收視率過低，因此引進新的頻道給觀眾選擇。此舉引發壹電視不滿，認為其理由不正當，更反駁可能取代上架49頻道的寰宇新聞台，其收視率表現「兩台（寰宇新聞台、寰宇新聞二台）相加，都不到壹電視在MOD的一半」。
2018年3月7日，NCC通過凱擘有線電視系統計劃移頻申請案，其中未包含壹電視及東風等頻道，副主委翁柏宗表示「確定不會變動」

### 南安小熊野放事件
2019年4月30日，壹電視主播陳雅琳獨家報導南安小熊野放，並在報導上公布野放地點造成喧然大波，也傳出內政部允許壹電視登機拍攝。報導播出後陳雅琳在臉書上致歉。

### 使用原子彈爆炸畫面作為核電廠示意圖
2021年12月18日，時值2021年中華民國全國性公民投票開票時刻，然而有網友發現壹電視新聞台示意核四商轉公投之圖片時，竟使用長崎原子彈爆炸之蕈狀雲為示意圖，引發熱議。事實上，核電廠就算發生輻射外洩事故，通常不會有如原子彈爆炸般產稱蕈狀雲，因為其核燃料濃度並不足以造成如此劇烈之反應。而時常有民眾誤認為核電廠和核武器是一體兩面，事實上二者所需科技天差地遠，核爆的性質也完全不同(核事故所產生之爆炸多為氫爆，而非核反應)。關於此錯誤之示意圖，壹電視並未多做回應或更正，NCC也未做回應。

## 外部連結
- 壹電視新聞台官網 （页面存档备份，存于）（繁體中文）
- 壹電視新聞台 - 節目表 （页面存档备份，存于）（繁體中文）
- 506 壹電視新聞台 - 中華電信 MOD 網站 （页面存档备份，存于）（繁體中文）
- 壹電視 Next TV的Facebook專頁（繁體中文）
- YouTube上的壹電視 Next TV頻道（繁體中文）